# 4146 Rudolfinum
4146 Rudolfinum је астероид главног астероидног појаса са пречником од приближно 11,2 .
Афел астероида је на удаљености од 2,501 астрономских јединица (АЈ) од Сунца, а перихел на 2,015 АЈ.
Ексцентрицитет орбите износи 0,107, инклинација (нагиб) орбите у односу на раван еклиптике 4,704 степени, а орбитални период износи 1239,563 дана (3,393 године).
Апсолутна магнитуда астероида је 13,8 а геометријски албедо 0,046.
Астероид је откривен 16. фебруара 1982. године.